# Brachodes pumila
Brachodes pumila — вид лускокрилих комах родини Brachodidae. Інколи вживається назва дерновинна міль карликова або браходес карликовий.

## Поширення
Вид поширений у Східній та Південно-Східній Європі, Західній і Середній Азії від Австрії до північно-західної частини Китаю. Присутній у фауні України.

## Опис
Розмах крил 16-22 мм. Передні крила вохристо-коричневі, зверху густо вкриті оливково-жовтими лусочками. Задні крила чорні з поперечною білою смугою посередині.

## Спосіб життя
Метелики літають з червня до середини серпня. Активні вдень. Трапляються на низинних степових ділянках та сухих гірських схилах.